# 佛山新广场体育场
佛山新广场体育场（英語：Foshan New Plaza Stadium）是一個多用途體育場，位于中华人民共和国广东省佛山市禅城区祖庙街道祖廟路与人民路交叉口东南侧，已於2007年拆除。

## 歷史
1990年，為舉辦第一屆女子足球世界杯，佛山市政府決定在禅城区祖庙街道祖廟路與人民路交叉口东南侧的足球場改建成一個符合國際標準的體育場。新廣場体育场在1991年10月竣工，是1991年國際足協女子世界盃比賽場地之一。此外亦有不同類型活動在球場亦舉行，例如演唱會。新广场体育场最終在2007年被拆除。